# Пердаксијус
Пердаксијус (итал. Perdaxius) је насеље у Италији у округу Карбонија-Иглесијас, региону Сардинија.
Према процени из 2011. у насељу је живело 842 становника. Насеље се налази на надморској висини од 95 м.

## Становништво
Према резултатима пописа становништва 2011. у општини је живело 1.475 становника.
| 1931. | 1936. | 1951. | 1961. | 1971. | 1981. | 1991. | 2001. | 2011. |
| ----- | ----- | ----- | ----- | ----- | ----- | ----- | ----- | ----- |
| 823   | 842   | 1.211 | 1.677 | 1.427 | 1.477 | 1.516 | 1.465 | 1.475 |